# Rete celere del Canton Ticino
La rete celere del Canton Ticino è un servizio ferroviario suburbano transfrontaliero che serve il Canton Ticino, in Svizzera, e la Lombardia, in Italia.
La rete è attualmente composta da 7 linee, gestite dalla società ferroviaria italo-svizzera TiLo e dalla FLP.
Scopo principale del servizio è un collegamento rapido e frequente dei diversi centri ticinesi con le limitrofe località transfrontaliere, l'Aeroporto di Milano-Malpensa e la città di Milano.
Gli snodi dell'intero sistema si trovano a Bellinzona (dove convergono i treni diretti a Locarno, Biasca, Como e aeroporto della Malpensa), Giubiasco (interscambio con S90) e Lugano (interscambio con S60 e S90).
L'asse principale, su cui si basa l'intero servizio, è costituito dalla linea S10 e dalla linea RE80, che tagliano praticamente a metà l'intero territorio cantonale, rispettivamente in direzione Bellinzona e Locarno. I treni circolano con cadenza semioraria (un collegamento ogni mezz'ora) sulle linee RE80, S10, S20 e S90, a cadenza oraria (un treno all'ora) sulle S40 e S50, a cadenza bioraria (un treno ogni due ore) sulla S30 e a cadenza quart’oraria (ovvero quattro corse all'ora per direzione, ridotte a due il sabato e nei giorni festivi) sulla S60.

## Linee
| Linea | Percorso                              | Lunghezza | Stazioni | Gestore | Note                                  |
| ----- | ------------------------------------- | --------- | -------- | ------- | ------------------------------------- |
|       | (Airolo -) Biasca - Como San Giovanni | 120 km    | 19       | TiLo    | via galleria di base del Monte Ceneri |
|       | Castione-Arbedo - Locarno             | 23,5 km   | 9        | TiLo    |                                       |
|       | Cadenazzo - Gallarate                 | 130 km    | 18       | TiLo    | via Luino                             |
|       | Varese - Como San Giovanni            |           | 9        | TiLo    |                                       |
|       | (Airolo -) Biasca - Malpensa T2       |           | 27       | TiLo    | via galleria di base del Monte Ceneri |
|       | Lugano - Ponte Tresa                  | 12,2 km   | 12       | FLP     |                                       |
|       | (Milano Centrale -) Chiasso - Locarno |           | 22       | TiLo    | via galleria di base del Monte Ceneri |
|       | Giubiasco - Mendrisio                 |           | 12       | TiLo    | via Monte Ceneri                      |

## Storia

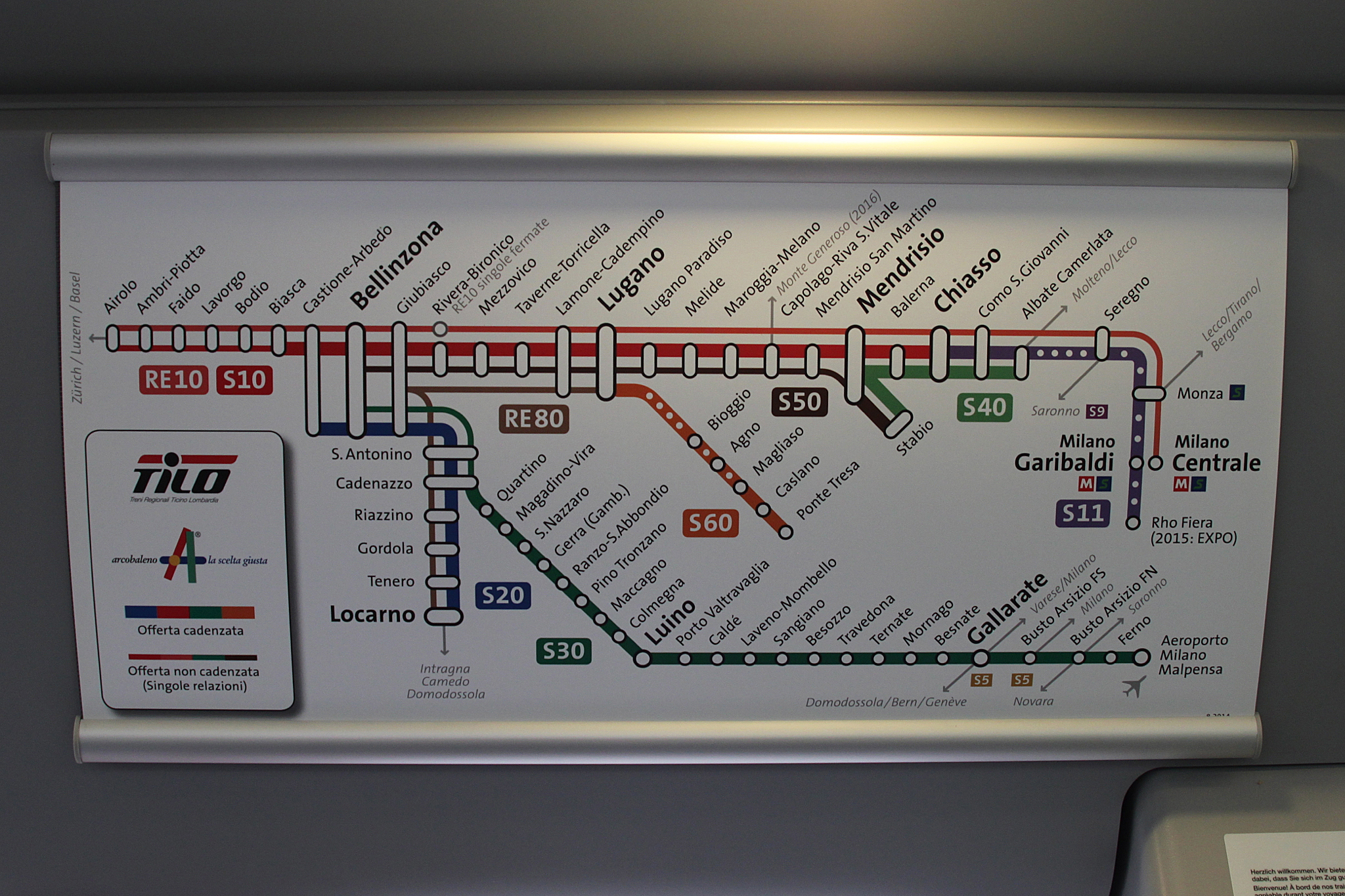
Mappa della rete nel 2015, riportata su un elettrotreno serie RABe 524

L'idea di un servizio ferroviario cadenzato nel canton Ticino prende forma nel 2001, nell'ambito dell'accordo tra Svizzera e Italia per lo sviluppo dei collegamenti transfrontalieri. Nel 2004 nasce TiLo, società con sede a Chiasso che prende in gestione sul fronte elvetico il servizio regionale sulle linee ferroviarie Biasca-Chiasso, Bellinzona-Locarno e Cadenazzo-Luino.

### Le prime linee S
Dal 12 dicembre 2004 le linee vengono ribattezzate S1, S2 ed S3, in base alla denominazione già presente in diversi centri d'Europa. Vengono stabilite le cadenze orarie delle diverse tratte. Da Bellinzona, verso Locarno e verso Chiasso viene istituito un collegamento ogni mezz'ora, diverse le modalità di collegamento con Biasca e Luino, con collegamenti in cadenza oraria e bioraria, rafforzati nelle ore di punta.

### Rinumerazione delle linee

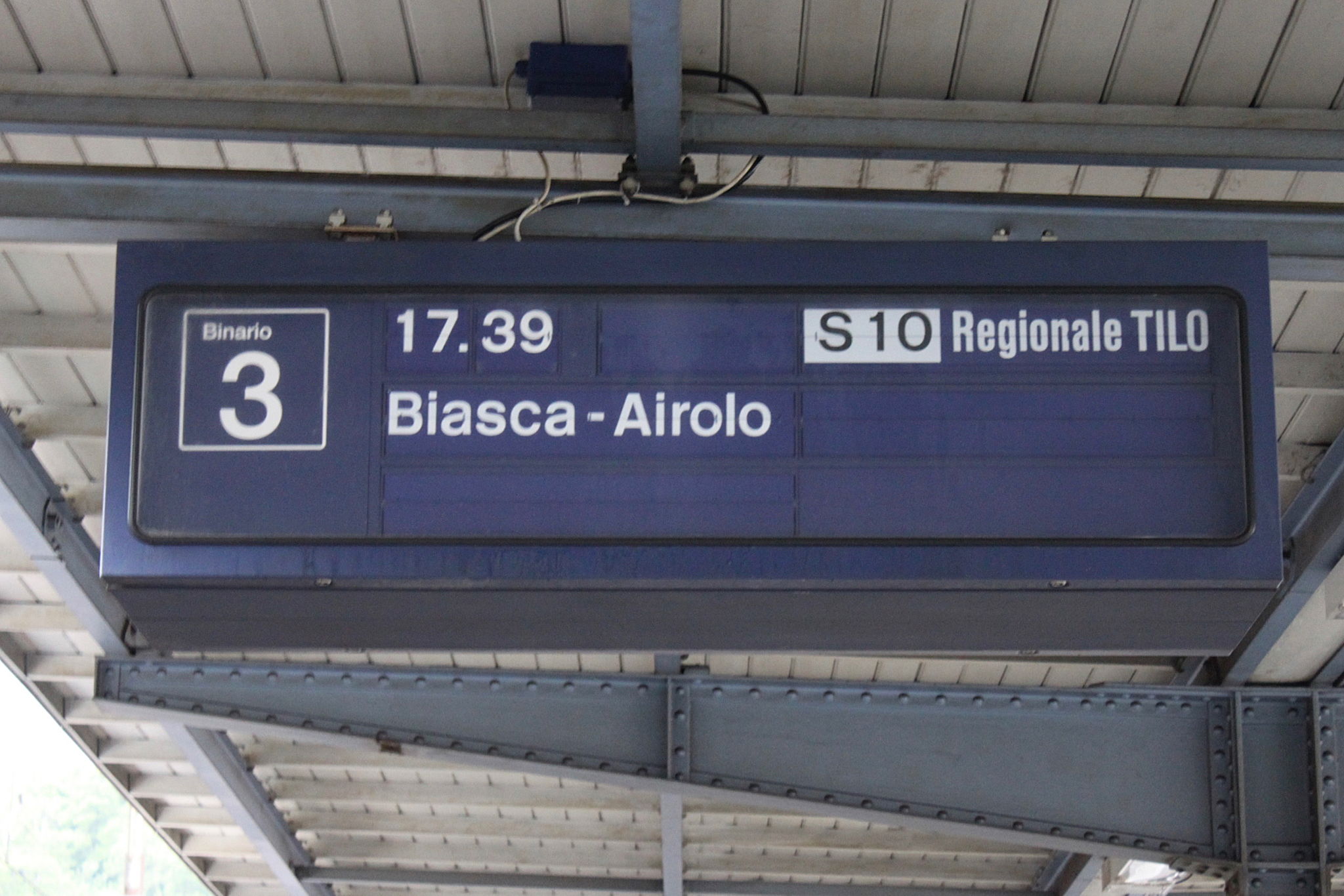
Teleindicatore a palette nella stazione di Bellinzona indicante un treno S10 per Airolo nel luglio 2009.

A partire dal 13 dicembre 2008, in accordo con la Regione Lombardia, il Canton Ticino rinumera le linee del proprio sistema ferroviario S10, S20 e S30, per evitare confusioni con le omonime linee del servizio ferroviario suburbano di Milano. L'asse principale rimane quello della linea S10, che viene prolungata fino ad Albate, a sud di Como, ed effettua coincidenza con i treni da e per Milano (linea S11). Nel 2009 all'offerta ferroviaria della rete celere è stata aggiunta anche la linea Lugano-Ponte Tresa, numerata S60. Nel 2010 la linea S10 fu limitata a Chiasso. Nel 2014 all'offerta ferroviaria della rete celere sono state aggiunte le linee S40 Stabio-Mendrisio e S50 Stabio-Bellinzona, le quali quattro anni dopo vengono prolungate rispettivamente a Malpensa Aeroporto-Varese-Albate Camerlata e a Bellinzona-Lugano-Varese.

### Evoluzione della rete

#### 2010
La stazione di Castione-Arbedo, momentaneamente chiusa nel 2010, è stata ampliata e riaperta il 12 dicembre 2010, diventando il terminale della linea S20.

#### 2013
Con il cambio orario del 15 dicembre 2013 la linea S10 venne limitata a Chiasso, abbandonando la tratta in territorio italiano a causa del basso afflusso di passeggeri e inaugurata la stazione di Mendrisio San Martino.

#### 2014
L'inaugurazione della tratta Mendrisio-Stabio il 26 novembre 2014 permette la creazione di una nuova relazione tra i due centri ticinesi. Con il cambio orario di dicembre entrano in funzione la linea S40 Stabio-Mendrisio-Como (Albate-Camerlata) e S50 Stabio-Mendrisio-Lugano/Bellinzona, ambedue destinate ad essere poi prolungate e divenire a carattere internazionale, onde allacciarsi con Varese e l'aeroporto di Milano Malpensa, sfruttando la nuova bretella Arcisate-Stabio (i cui lavori di costruzione si prolungano tuttavia ben più del previsto per vari disguidi amministrativi e ambientali).

#### 2015
Con il cambio orario del 15 dicembre 2015 tutti i treni della linea S40 vennero limitati a Mendrisio.
I treni della linea S40 sul percorso Mendrisio-Stabio circolano con cadenza semioraria (un treno ogni mezz'ora).
Dal lunedì al venerdì circolano due coppie di treni della linea S50 sul percorso Stabio-Bellinzona.

#### 2018
Con l'apertura al servizio passeggeri della bretella Arcisate-Stabio, dal 7 gennaio 2018 entrano in esercizio a pieno regime (con treni a cadenzamento orario) la linea S40 sul percorso Varese-Mendrisio-Como Albate Camerlata e la linea S50 operante la relazione Bellinzona-Lugano-Varese.
Dal 10 giugno seguente un treno su due della S40 prosegue la corsa da Varese fino a Malpensa Aeroporto Terminal 2, sostituendo la linea S30 nel tratto tra Gallarate e l'aerostazione milanese.
Dal 2 settembre le linee S10 ed S40 riposizionano il loro capolinea orientale a Como San Giovanni, cessando di servire Albate-Camerlata.

#### 2019
Nel mese di giugno la linea S50 sostituisce la S40 nel tratto Varese-Malpensa Aeroporto: viene così istituito un collegamento orario sette giorni su sette tra Canton Ticino e l'aerostazione milanese.

#### 2020-2021
A seguito dell'attivazione della galleria di base del Monte Ceneri, avvenuta il 4 settembre 2020, le linee S10 ed S50 (fermi restando i capolinea) cessano di servire le stazioni intermedie di Lamone-Cadempino, Taverne-Torricella, Mezzovico e Rivera-Bironico, a beneficio delle quali viene istituita la linea S90 tra Mendrisio e Giubiasco, attiva a cadenza semioraria. Le sopradette S10 ed S50 prolungano verso nord fino a Biasca e, occasionalmente, fino ad Airolo. Cessa invece di arrivare fino a Biasca/Airolo la linea S20, che si riposiziona sulla più breve tratta tra Locarno e Castione-Arbedo. Viene inoltre introdotta la nuova linea RE80 che collega direttamente Locarno con Lugano/Milano Centrale.

#### 2023
Dal 10 dicembre 2023, con il passaggio all'orario invernale, viene attivata la nuova stazione di Minusio che verrà servita dalla linea S20. 

## Frequentazione
| anno                                                                    | anno |  | passeggeri | passeggeri |
| ----------------------------------------------------------------------- | ---- |  | ---------- | ---------- |
| 2024                                                                    | 2024 |  | 24 100 000 |            |
| 2023                                                                    | 2023 |  | 22 800 000 |            |
| 2022                                                                    | 2022 |  | 19 100 000 |            |
| 2021                                                                    | 2021 |  | 14 000 000 | 1          |
| 2020                                                                    | 2020 |  | 10 100 000 | 1          |
| 2019                                                                    | 2019 |  | 16 700 000 |            |
| 2018                                                                    | 2018 |  | 14 800 000 |            |
| 2017                                                                    | 2017 |  | 13 800 000 |            |
| 2016                                                                    | 2016 |  | 12 300 000 |            |
| note 1 Anni interessati dalle restrizioni connesse all'emergenza COVID. |      |  |            |            |

### Esplicative
1. 1 2  Linee S10, S20, S30, S40, S50, S90.
2. 1 2 3 4  Linea S60.
3. ↑  Linee S10, S30, S40, S50.
4. ↑  Linea S20.
5. 1 2 3  Comprese le stazioni di Airolo, Ambrì-Piotta, Faido, Lavorgo e Bodio, servite solo da alcuni treni prolungati.
6. 1 2  Escluse le stazioni di Quartino e Gerra (Gambarogno), servite solo da autobus sostitutivi.
7. ↑  Considerando come una stazione unica le due stazioni adiacenti di Lugano FFS (S10, S50, S90) e Lugano FLP (S60).
8. ↑  Rete svizzera.
9. ↑  Rete italiana.

### Bibliografiche
1. ↑   Ferrovia 2000: una Svizzera più scorrevole, su ffs.ch. URL consultato il 4 maggio 2019 (archiviato dall'url originale il 24 settembre 2015).
2. ↑  Bitensioni in Italia, in "I Treni" n. 312 (febbraio 2009), p. 8
3. ↑  TiLo - Importanti novità per il cambio orario 2014 Archiviato il 17 dicembre 2013 in Internet Archive.
4. ↑   Inaugurata la linea ferroviaria FMV tra Mendrisio e Stabio, TiLo, su tilo.ch (archiviato dall'url originale il 13 dicembre 2014).
5. ↑  Pianificazione ferroviaria regionale nel Canton Ticino Archiviato il 3 aprile 2009 in Internet Archive.
6. ↑   Ferrovia Mendrisio-Varese entro il 2013, su www3.varesenews.it. URL consultato il 22 novembre 2008 (archiviato dall'url originale il 21 novembre 2007).
7. ↑  Da settembre novità per i collegamenti TILO VareseNews, 3 settembre 2018
8. ↑  Ecco come viaggeremo nel Ticino con la galleria di base del Ceneri - tio.ch, 18 dic 2019
9. ↑   Nuova stazione di Minusio, SBB, su company.sbb.ch.
10. ↑   Le novità dell'orario invernale 2023-2024 di TiLo, su ferrovie.info.
11. ↑   Conteggi del traffico - Rapporti e studi, su www4.ti.ch. URL consultato il 27 aprile 2025.
12. ↑   Ferrovia Ticino-Lombardia, nel mirino 24 milioni di passeggeri, su tvsvizzera.it. URL consultato il 27 aprile 2025.